# USS Scourge (1804)
Pour les autres navires du même nom, voir USS Scourge.
L’USS Scourge est un ancien bateau corsaire britannique capturé et intégré à l'US Navy durant la guerre de Tripoli.

## Histoire
Le Transfer, ancien bateau corsaire vendu au consul de Tripoli à Malte, est utilisé lors de plusieurs blocus en Afrique du Nord, lors de la guerre de Tripoli. Il est capturé au large de Tripoli le 21 mars 1804 par l'USS Syren, commandé par le lieutenant Charles Stewart.
Le commodore Edward Preble le renomme alors USS Scourge, et il est incorporé à l'US Navy. Le 17 avril 1804, il rejoint son escadre et participe au blocus et aux attaques sur Tripoli. Le 30 novembre 1804, le Scourge retourne aux États-Unis afin de participer aux patrouilles côtières. An 1812, il est déclaré inapte au service et vendu aux enchères à Norfolk.

## Source
(en)  Cet article contient du texte publié par le Dictionary of American Naval Fighting Ships dont le contenu se trouve dans le domaine public. La référence peut être lue ici.